# Arlette Faidiga
Arlette Faidiga (Fiume, 1º agosto 1938 – Torino, 23 giugno 2023) è stata una nuotatrice italiana.

## Biografia
Nata nel 1938 a Fiume, allora parte del Regno d'Italia, a 22 anni partecipò ai Giochi olimpici di Roma 1960, nei 100 m dorso, uscendo in batteria con il tempo di 1'18"5.
Due anni prima aveva disputato i campionati Europei di Budapest 1958.
Il 28 gennaio 1966 avrebbe dovuto essere sull'aereo per Brema, su cui viaggiava una delegazione della nazionale di nuoto italiana, che si schiantò in fase di atterraggio, nella cosiddetta "tragedia di Brema". Persero la vita sette atleti e l'allenatore della selezione azzurra. Alla loro memoria è intitolata la Coppa Caduti di Brema, il campionato italiano a squadre.
La Faidiga non aveva preso l'aereo per Brema con la selezione azzurra perché si sarebbe sposata il 29 gennaio.